# 4570 Runcorn
4570 Runcorn (1985 PR) là một tiểu hành tinh vành đai chính được phát hiện ngày 14 tháng 8 năm 1985 bởi Ted Bowell ở trạm Anderson Mesa thuộc Đài thiên văn Lowell. Nó được đặt theo tên British geophysicist Keith Runcorn (1922–1995).